# Сочни плодови
Сочнни плодови у ботаници су група непуцајућих или затворених простих плодова који су добили назив по томе што изгледају сочно. За разлику од сушних плодова, одликују се релативно кратким веком трајања. Њима се хране птице и друге животиње и тако их расејавају. Оне уносе семена у органе за варење, али то на њих не делује штетно, већ ће се неоштећена избацити заједно са изметом. Код неких семена се на тај начин чак стимулише процес клијања. Ови плодови могу бити меснати или делимично меснати. Типови сочних плодова су бобица и коштуница, као и плод јабуке-помум. Сочне плодове на пример имају трешња, вишња и дуња.